# Harmstonia megalopyga
Harmstonia megalopyga är en tvåvingeart som beskrevs av Robinson 1967. Harmstonia megalopyga ingår i släktet Harmstonia och familjen styltflugor. Inga underarter finns listade i Catalogue of Life.